# Oak Grove (hrabstwo Jackson)
Alpena – miasto w Stanach Zjednoczonych, w stanie Missouri, w hrabstwie Jackson.